# Pradoluengo
Pradoluengo és un municipi de la província de Burgos, a la comunitat autònoma de Castella i Lleó.

## Demografia
| 1991 |  | 1996 |  | 2001 |  | 2004 |  | 2007 |
| ---- |  | ---- |  | ---- |  | ---- |  | ---- |
| 1742 |  | 1746 |  | 1666 |  | 1651 |  | 1470 |

## Personatges cèlebres
- José Luis Corcuera, ex Ministre d'Interior.
- José Antonio Corcuera, exjugador de la Reial Societat.
- Gonzalo Arenal, Músic compositor.